# My Loved One
My Loved One è il primo album in studio della cantante russo-statunitense Ljubov' Uspenskaja, pubblicato nel 1985 dalla Frans Production negli Stati Uniti. L'album è stato ripubblicato in Russia nel 1993 con il titolo Ljubimyj (in russo Любимый?).

## Tracce

### My Loved One
Lato A
1. It's Not Too Late – 3:52 (Villi Tokarev)
2. Find Your Soul – 4:34 (testo: Il'ja Renik – musica: Raimonds Pauls)
3. My Garden Full Of Stars – 4:26 (testo: Tat'jana Lebedinskaja – musica: Michail Šufutinskij)
4. Russian Roulette – 5:05 (testo: Naum Olev – musica: Maksim Dunaevskij)
5. Oh, Mama Forgive Me – 3:30 (testo: Michail Šufutinskij – musica: Michail Šufutinskij)
6. Take Me Along With You – 3:50 (testo: Michail Tanič – musica: Aleksej Mažukov)

Lato B
1. Luba – 3:25 (testo: Michail Šufutinskij – musica: Villi Tokarev)
2. My Loved One – 3:20 (Villi Tokarev)
3. Don’t Trust These Words – 3:31 (testo: Tat'jana Lebedinskaja – musica: Michail Šufutinskij)
4. It Couldn’t Be – 5:35 (testo: Leonid Derbenëv – musica: Vjačeslav Dobrynin)
5. Kalina – 3:58 (testo: Aleksandr Šachov – musica: Valerij Zubkov)
6. That’s All It Us – 4:25 (testo: Andrej Dement'ev – musica: Arkadij Choralov)

### Ljubimyj
1. Eščë ne pozdno – 3:52 (Villi Tokarev)
2. Najdi sebja – 4:34 (testo: Il'ja Renik – musica: Raimonds Pauls)
3. Moj zvëzdnyj sad – 4:26 (testo: Tat'jana Lebedinskaja – musica: Michail Šufutinskij)
4. Gusarskaja ruletka – 5:05 (testo: Naum Olev – musica: Maksim Dunaevskij)
5. Prosti menja, mama – 3:30 (testo: Michail Šufutinskij – musica: Michail Šufutinskij)
6. Voz'mi menja s soboj – 3:50 (testo: Michail Tanič – musica: Aleksej Mažukov)
7. Ljuba-Ljubon'ka – 3:25 (testo: Michail Šufutinskij – musica: Villi Tokarev)
8. Ljubimyj – 3:20 (Villi Tokarev)
9. Ne ver' ètim slovam – 3:31 (testo: Tat'jana Lebedinskaja – musica: Michail Šufutinskij)
10. Ne možet byt' – 5:35 (testo: Leonid Derbenëv – musica: Vjačeslav Dobrynin)
11. Kalina – 3:58 (testo: Aleksandr Šachov – musica: Valerij Zubkov)
12. Vot i vsë – 4:25 (testo: Andrej Dement'ev – musica: Arkadij Choralov)

## Formazione
- Ljubov' Uspenskaja – voce
- Arkadij Šabašev – trombone
- Vladimir Tkalič – sassofono, flauto
- Igor' Severskij – chitarra
- Dave Cook – chitarra
- Mark Gutman –  tromba
- Saša Fel'dman – violino
- Michail Šufutinskij – tastiera, programmazione
- Dianne Jones – cori
- Lorraine Williams – cori
- Audrey Weller  – cori